# حسین شهرستانی
حسین ابراهیم صالح شهرستانی (به عربی: حسين إبراهيم صالح الشهرستاني) دانشمند اتمی عراقی است که ۱۰ سال در زندان ابوغریب صدام زیر شکنجه بود.
وی سمت نایب رئیس مجلس عراق را داشت. برای مقام نخست‌وزیری در نظر گرفته شده بود ولی از پذیرفتن آن خودداری کرد و مدتی وزیر آموزش عالی عراق بود. او در حکومت حیدر عبادی مسولیتی را نپذیرفت.
سیدحسین شهرستانی از خانواده‌های برجسته و پرنفوذ ایرانی‌تبار است که ده‌ها سال مورد احترام مردم عراق بوده‌اند.

## دوران اولیه زندگی و آموزش
الشهرستانی در سال ۱۹۴۲ در کربلای عراق به دنیا آمد. او از خانواده شهرستانی است. او علاوه بر زبان عربی مادری خود به زبان های انگلیسی و فارسی به عنوان زبان دوم نیز تسلط زیادی دارد.  شهرستانی استعداد خود را از دوره متوسطه تحصیلی نشان داد.
او در سال ۱۹۶۵ مدرک لیسانس مهندسی شیمی را از امپریال کالج لندن و کارشناسی ارشد را از دانشگاه تورنتو در سال ۱۹۶۷ دریافت کرد و در سال ۱۹۷۰ نیز مدرک دکترای خود را در رشته مهندسی شیمی دریافت کرد. او در طراحی و ساخت راکتورهای هسته ای تخصص داشت. بخشی از تحصیلات او نیز در روسیه بود.

## شغل
او در مذاکرات سال ۲۰۰۴ به عنوان نخست وزیر عراق معرفی شد، سمتی که او از گرفتن آن امتناع کرد و اظهار داشت: «من همیشه به جای سیاست حزبی، بر خدمت به مردم و تامین نیازهای اساسی آنها تمرکز کرده‌ام.» 
او که یکی از اعضای ارشد ائتلاف دولت قانون بود، پیش از این معاون رییس مجلس ملی عراق در دولت انتقالی عراق بود و برای پست نخست وزیری هم در دولت فعلی و هم در دولت موقت در نظر گرفته شده بود.
او در ماه مه ۲۰۰۶ پس از کناره گیری وزیر حزب فضیلت اسلامی که شیعه نیز از ائتلاف دولتی بود، به عنوان وزیر نفت منصوب شد. با این حال، در ماه اوت، او تحت فشار بود زیرا بحران سوخت وجود داشت.
وی در دسامبر ۲۰۱۲ به عنوان رئیس کمیته مسئول دریافت و رسیدگی به خواسته های تظاهرکنندگان معرفی شد. او در بازه زمانی دسامبر ۲۰۱۲ تا فوریه ۲۰۱۳ دستاوردهای چشم‌گیری داشته است.
شهرستانی از سال ۲۰۰۶ تا ۲۰۱۰ وزیر نفت عراق بود و در سال ۲۰۱۰ به عنوان سرپرست وزیر برق خدمت کرد.
شهرستانی قبل از دستگیری و زندان، مشاور ارشد علمی کمیسیون انرژی اتمی عراق بود. پیش از آن، وی مدرس دانشگاه موصل (۱۹۷۳)، استادیار دانشگاه بغداد (۱۹۷۴)، رئیس بخش تولید رادیوایزوتوپ دانشگاه بغداد از سال ۱۹۷۵ تا ۱۹۷۷ و رئیس گروه شیمی هسته‌ای از سال ۱۹۷۷ تا ۱۹۷۹ بود.
او به عنوان معمار آینده‌ی نفت عراق شناخته می‌شود و در زمان او تولید نفت عراق به بالاترین حد خود در ۲۰ سال گذشته رسید.

## حبس، شکنجه و فرار از ابوغريب
مقامات سابق دولتی، از جمله خدر حمزه جانشین وی، مدعی شده‌اند که حسین الشهرستانی به دلیل امتناع از همکاری با برنامه سلاح های کشتار جمعی صدام و قصدش برای ساخت سلاح هسته ای زندانی شده است. او شخصاً توسط صدام حسین زندانی شد و مستقیماً توسط او نیز تهدید شد. در حالی که در زمان صدام حسین به مدت ۱۱ سال در زندان ابوغریب زندانی و شکنجه بود، از کمک به ساخت سلاح هسته ای برای کشور خودداری کرد. 
او بعداً در تلاش برای ایجاد رعب و وحشت به اعدام محکوم شد، اما این حکم به حبس ابد کاهش یافت زیرا رژیم همیشه امیدوار بود که بتواند روزی از مهارت و تخصص او بهره مند شود، امیدی واهی که هرگز برای رژیم صدام محقق نشد. او به مدت ۸ سال در سلول انفرادی زندانی بود و در آن مدت اجازه هیچ گونه ارتباطی با خانواده و دنیای خارج نداشت.
او در خاطرات خود با عنوان « فرار به آزادی» اشاره می‌کند که «صدای نور نئون معیوب نقطه‌ی برجسته‌ی دوران او در آن دوره بود، زیرا سکوت تنها چیزی بود که او می‌توانست به آن گوش دهد». او حتی با نگهبانان زندان هم نمی توانست گفت و گو کند و از شکاف زیر در سلول به او غذا می دادند. او در جریان جنگ خلیج فارس در سال ١٩٩١ از ابوغریب فرار کرد و به ایران رفت و از آنجا به انگلستان رفت . او آزادی خود را در یک طرح فرار به سبک «هالیوودی» بسیار جسورانه به دست آورد که توسط او طراحی، تنظیم و اجرا شد. او در ادامه سازمان‌های کمک‌های بشردوستانه را برای میلیون‌ها پناهنده عراقی در دوران صدام راه‌اندازی کرد.

## ضمیمه‌ای از مهدی رجبعلی پور بر شرح حال حسین شهرستانی
سال ۱۹۷۰ میلادی که به عنوان دانشجوی دکتری ریاضی وارد دانشگاه تورنتوی کانادا شدم و تقریباً ازهمان بدو ورود به انجمن اسلامی دانشجویان آن دانشگاه پیوستم، من و دوست و همکلاس دیرینه ام علی اکبر جعفریان تنها عضو شیعه آن انجمن بودیم. همسران ما نیز فعالانه در برنامه‌های انجمن شرکت داشتند. چندی نگذشت که با دختر خانمی مسیحی زاده و تازه مسلمان به نام برنیس اهل لندن انتاریو آشنا شدیم که می‌گفت سال قبل رساله دکتری شخصی به نام حسین شهرستانی را تایپ می‌کرده و این آشنایی منجر به اسلام آوردن برنیس و نامزدی وی با حسین شده‌است. حسین به عراق برگشته بود و به برنیس گفته بود که پس از کسب رضایت مادرش و تأمین خانه و تثبیت شغل او را برای عقد و ازدواج به عراق دعوت خواهد کرد. برنیس که دلهره اولین برخورد با خانواده ای سنتی از فرهنگی متفاوت را داشت با علاقه به آپارتمان کوچک ما رفت‌وآمد می‌کرد تا از همسر خونگرم من با رسومات و عقاید شرقی‌ها به ویژه شیعیان دوازده امامی آشنا شود. چون منزل پدریش ۱۵۰ کیلومتر با تورنتو تنها کانون اسلامی آن زمان در انتاریو فاصله داشت، گاه می‌شد که در منزل ما شب را به صبح می‌برد. بی آن که حسین را دیده باشیم، احترام عمیقی نسبت به حسین قائل بودیم و تلاش خود را می‌کردیم که برنیس قبل از رویارویی با خانواده حسین اعتماد به نفس کامل خود را به دست آورد. تابستان ۱۹۷۱ بود که یکروز برنیس با هیجان و شور و شعف زایدالوصفی به ما خبر دعوتنامه حسین را داد و برای رفتن به عراق روز شماری می‌کرد. ما که اتوموبیلی نداشتیم همراهش به فرودگاه برویم ولی دعای خیرمان را بدرقه راهش کردیم. من احساس برادر بزرگتری را داشتم که خواهرش را به خانه بخت می‌فرستاد همسرم بتول به آدرسی که از او گرفته بود چند نامه برایش ارسال کرد ولی بی جواب ماندند تا من فارغ‌التحصیل شدم و برای دوره پسا دکتری به دانشگاه دالهوسی در هالیفاکس کانادا رفتم. یک روز سال ۱۹۷۴ در مسجد دارتموت (شهر دوقلوی هالیفاکس) به دوستی پاکستانی برخوردیم که می‌گفت سر راه خود از پاکستان گذری به عراق داشته و حسین و برنیس را هم دیده‌است. خانمم با بغض گفت که چرا برنیس هیچ‌یک از نامه‌هایش را جواب نداده‌است. دوست پاکستانی از قول برنیس گفت که او و حسین شدیداً تحت نظر سازمان امنیت عراق هستند و هر نوع مکاتبه با تبعه‌های ایرانی برایشان دردسر ساز می‌شود و مخصوصاً از بتول عذرخواهی کرده‌است. این آرامشی بود برای همسرم تا اولین حمله آمریکا به عراق که خانمم مدام از من می‌خواست به نحوی از سرنوشت برنیس اطلاعاتی کسب کنم. در این موقع ما ساکن ایران شده بودیم و به دلیل کمبود امکانات اینترنتی و ناشی بودن من در استفاده بهینه از آن، جستجوی موفقی حاصل نمی‌شد. در سال ۲۰۱۲، همسرم پس از ۸ سال تحمل و مقاومت در مقابل سرطان سینه در بین راه فرانکفورت به تورنتو درگذشت و در گورستان الگین میلز تورنتو آرام گرفت. یک روز که در تورنتو با دخترم گلدیس از چشم انتظاری مادرش برای دیدار برنیس و عدم موفقیتم در یافتن سرنخی از او صحبت می‌کردم، فوری لپ‌تاپش را روشن کرد و ویدیوئی برایم یافت که سخنرانی حسین شهرستانی را به مناسبت تجلیل از فرار شجاعانه اش نشان می‌داد و زمانی که به سپاسگزاری از همسر فداکارش رسید، دوربین روی چهره برنیس زوم کرد. جای همسرم را خالی دیدم و با چشمانی اشکبار به دیوان حافظ مراجعه کردم. فالم با مطلع "مژده وصل تو کو کز سرجان برخیزم " شروع شد و با رسیدن به بیت " بر سرتربت من با می و مطرب بنشین، تا به بویت ز لحد رقص کنان برخیزم" دیگر نتوانستم ادامه دهم. پنج سال گذشت و من عکس‌العملی نشان ندادم. بار دیگر شب یلدای گذشته که مأموریت فال حافظ بر عهده ام بود به یاد همسرم و اشتیاقش به دیدار برنیس فال گرفتم و غزل زیر نصیبم شد: "دست از طلب ندارم تا کام من برآید، یا تن رسد به جانان، یا جان ز تن بر آید، بگشای تربتم را بعد از وفات و بنگر، کز آتش درونم دود از کفن برآید، ...." به نظر می‌رسد همسرم همچنان چشم انتظار دیدار مزارش توسط او است.